# NGC 5269
NGC 5269 este o roi deschis situată în constelația Centaurul. A fost descoperită în 24 aprilie 1835 de către John Herschel.